# Санта-Крус-да-Эсперанса
Санта-Крус-да-Эсперанса (порт. Santa Cruz da Esperança) — муниципалитет в Бразилии, входит в штат Сан-Паулу. Составная часть мезорегиона Рибейран-Прету. Входит в экономико-статистический микрорегион Бататайс. Население составляет 1874 человека на 2006 год. Занимает площадь 147,819 км². Плотность населения — 12,7 чел./км².

## Статистика
- Валовой внутренний продукт на 2003 составляет 21.051.381,00 реалов (данные: Бразильский институт географии и статистики).
- Валовой внутренний продукт на душу населения на 2003 составляет 11.453,42 реалов (данные: Бразильский институт географии и статистики).
- Индекс развития человеческого потенциала на 2000 составляет 0,794 (данные: Программа развития ООН).